# 中国商飞C939
中国商飞C939是中国商用飞机计划开发的远程超宽体双发客机系列，可载客400人，旨在与超寬體（Extra-wide body）市場的波音777和空客A350竞争。

## 规格
C939將比C929更大，预计為一架配備長程大推力，與777機身寬度可以匹敵的超寬體双引擎飞机，如此，最高设计载客量可達400人以上，航程为7,000海里（13,000；8,100英里）以上。 

## 发展历史
2011年6月，中国商飞公司正在研究290座级的C929和更大的、390座级的C939宽体飞机。中国媒体曾分别于2015年和2017年提及C939的初步计划。
2024年5月，媒體透露，中国商飞已正式展开C939初步设计工作。 